# ذخیره‌گاه حیات وحش اوکاپی
ذخیره‌گاه حیات وحش اوکاپی
این مکان در سال ۱۹۹۲ در میراث جهانی یونسکو به ثبت رسید.